# Honorar-Finanzanlagenberater
Ein Honorar-Finanzanlagenberater nach § 34h GewO bietet unabhängige Finanzanlagenberatung gegen ein direkt mit dem Kunden vereinbartes Honorar an, statt auf Provisionsbasis zu arbeiten. Dadurch soll die Beratung objektiv und transparent bleiben, ohne Interessenskonflikte durch Produktvermittlungen.

## Zulassung
Um als Honorar-Finanzanlagenberater tätig zu sein, benötigt man eine Erlaubnis der zuständigen Behörde nach § 34h GewO. Stand 1. Juli 2025 gab es in Deutschland 331 registrierte Honorar-Finanzanlagenberater.